# Агапкин, Василий Иванович
Васи́лий Ива́нович Ага́пкин (22 января [3 февраля] 1884, Шанчерово, Скопинский уезд, Рязанская губерния, Российская империя — 29 октября 1964, Москва, СССР) — русский и советский военный дирижёр и композитор, полковник Советской армии.
Прославился как автор музыки марша «Прощание славянки». Дирижировал военным оркестром во время парада на Красной площади 7 ноября 1941 года, участвовал в параде Победы 24 июня 1945 года.

## Биография

### Детство
Родился 3 февраля (по старому стилю 22 января) 1884 года в деревне Шанчерово Михайловского уезда Рязанской губернии (ныне — Михайловский район Рязанской области) в бедной крестьянской семье. Отец Василия, Иван Иустинович, вскоре перебрался в Астрахань, где работал грузчиком в порту. Через год после рождения сына мать Василия умерла, и его отец женился второй раз — на Анне Матвеевне, прачке из астраханского порта. Однако когда Василию было 8 лет, умер и отец: надорвался на тяжёлой работе. Анна Матвеевна, получавшая за свой труд копейки, поняла, что денег ей хватит только на прокорм своего малолетнего сына, а поэтому вынуждена была отправить Василия и двух его сестер побираться.
Василий и вся его семья выживали благодаря подаяниям добрых людей. Однажды на улице он услышал военный духовой оркестр и долго провожал его, вышагивая в такт и напевая вслед за музыкантами. На следующий день мачеха отвела его к полковому дирижеру, который сразу определил, что у мальчика идеальный музыкальный слух и взял его в ученики музыкантом — Василий был зачислен учеником в оркестр 308-го резервного Царёвского батальона в Астрахани. К 14 годам он стал лучшим солистом-корнетистом полка; в дальнейшем вся его жизнь была связана с военными оркестрами.

### Тамбовский период
Василий Агапкин нес службу в Аварском 187-м пехотном полку, позднее в 1906 году был призван на военную службу, в 16-й драгунский Тверской полк, стоявший под Тифлисом. В декабре 1909 года, по окончании срока службы, Агапкин оказался в Тамбове.
Там 12 января 1910 года он поступил на сверхсрочную службу штаб-трубачом в 7-й запасный кавалерийский полк, женился, а с января 1912 года без отрыва от службы стал заниматься в классе медных духовых инструментов Тамбовского музыкального училища; класс вёл педагог Фёдор Михайлович Кадичев. Проживал на Гимназической улице.
В октябре 1912 года началась Первая Балканская война. Под влиянием этого события и по случаю отправления русских добровольцев на Балканы Агапкин, будучи в Тамбове, написал музыку марша «Прощание славянки», который очень быстро стал популярным. В Тамбове имеется памятная плита в честь этого события.
По другой версии, мелодия марша написана в городе Гюмри в Армении, где Агапкин проходил службу. В это время начался подъём национально-освободительного движения в Болгарии, с которым и связан марш «Прощание славянки».
По мнению таких музыкальных деятелей, как В. И. Тутунов и Н. И. Губин, Агапкин, возможно, «написал марш с использованием образно-интонационного материала патриотических произведений Бетховена и Чайковского». Некоторые музыковеды считают, что Агапкин взял за основу старую, сохранившуюся в солдатской среде народную песню времен русско-японской войны 1904—1905 годов «Ах, зачем нас забрили в солдаты, угоняют на Дальний Восток?» и обработал её. Благодаря запоминающемуся напеву она быстро распространилась.
По одной из версий, Агапкин мог показать ноты своего произведения капельмейстеру полка Милову. Тот, указав на некоторые шероховатости, указал, как их лучше исправить, и помог аранжировать марш. Первая сотня экземпляров нот марша всего была напечатана в Московской типографии издательства Юргенсона, предположительно, в 1913 году. Это издание, очевидно, и является «первооткрывателем» прославленного ныне сочинения. На обложке одного из первых изданий (торговый дом Циммермана, 1915 г.) изображено, как молодая женщина прощается с воином, вдали видны Балканские горы и отряд солдат. И надпись: «Прощание славянки» — новейший марш к событиям на Балканах. Посвящается всем славянским женщинам. Сочинение Агапкина". Впервые публично новый марш был исполнен осенью 1912 года в Тамбове на строевом смотре 7-го запасного кавалерийского полка (сейчас это гимн Тамбова. В дальнейшем его популярности способствовала граммофонная пластинка, выпущенная в 1915 году киевской фирмой грамзаписи «Экстрафон»).
В одной из своих послевоенных автобиографий сам Василий Агапкин отмечал: «Марш „Прощание славянки“ был мною написан накануне Первой мировой войны под влиянием предшествующих событий на Балканах, когда Турция агрессивно напала на мирные Балканские государства…».
После захвата власти большевиками Василий Агапкин в 1918 году добровольно вступил в Красную армию и организовал духовой оркестр в 1-м красном гусарском полку. В 1920 году вернулся в Тамбов; руководил музыкальной студией и оркестром войск ГПУ.
5 августа 1922 года Агапкин и его оркестр дали прощальный концерт в Тамбове, после чего переехали в Москву.
Московский период
В январе 1924 года оркестр Агапкина среди других оркестров участвовал в траурной церемонии во время похорон В. И. Ленина. С 1928 по 1933 гг. Агапкин привлекался к организации духового оркестра и музыкальному воспитанию беспризорников в знаменитой Большевской трудовой коммуне; для многих ребят это стало началом профессиональной карьеры музыканта. В 1930-е годы возглавлял оркестр Высшей школы НКВД СССР, с которым осуществил ряд грамзаписей.
В начале Великой Отечественной войны Агапкин был назначен старшим капельмейстером Отдельной мотострелковой дивизии имени Дзержинского войск НКВД с присвоением звания военного интенданта 1-го ранга. 7 ноября 1941 года на знаменитом параде на Красной площади в Москве Агапкин дирижировал сводным оркестром. Пока по площади строем шли войска, подошвы сапог Василия Ивановича примёрзли к брусчатке. Получилось так, что оркестр должен был отойти в сторону, освобождая место механизированной колонне, а Агапкин не мог двинуться сам и, так как губы смерзлись, не мог дать команду оркестру на движение. Он так и стоял, пока кто-то из музыкантов уже ввиду подхода техники не подбежал к нему и, оторвав от брусчатки, не унёс в сторону.
24 июня 1945 года на Параде Победы музыканты Агапкина также входили в состав сводного оркестра. Василий Иванович дирижировал барабанщиками и фанфаристами.
После окончания Великой Отечественной войны Василий Иванович Агапкин жил в поселке Хотьково Московской области. Дом, в котором он жил в Хотькове, сохранился: он находится на улице Береговой, напротив Абрамцевского музея, через речку Ворю.
На пенсию В. И. Агапкин вышел в 72 года в звании полковника.
Жена — Ольга Алексеевна Агапкина (урожд. Матюнина) (1889—1950). Дочь — Нина Васильевна Аристова (1912—1945). Сын — Борис Васильевич Агапкин (1923—1967). Дочь — Аза Васильевна Свердлова (1921—2017), внуки — Юрий Свердлов, Владимир Шишкин. Правнук — Александр Владимирович Шишкин.
Жена — Людмила Владимировна Агапкина (урожд. Кудрявцева). Сын — Игорь Васильевич Агапкин (1940—1995), внуки: Светлана Климова, Ольга Агапкина.
Умер Василий Иванович Агапкин 29 октября 1964 года, похоронен на Ваганьковском кладбище (34 уч.).

## Сочинения
| - «Прощание славянки» — марш - «Волшебный сон» — вальс - «Любовь музыканта» — вальс (относится к неопубликованным) - «Голубая ночь» — вальс - «Сиротка» — вальс - «Ночь над Москвой» — вальс - «Дочь улицы» — пьеса инструментальная - «На берегу Чёрного моря» — пьеса инструментальная - «Походный марш на темы монгольских народных песен» - «Марш на мотивы из оперы „Кармен“» - «Марш на мотивы из оперы „Фауст“» - «Марш на темы революционных песен» - Марш «На прощание» (относится к неопубликованным) - «Вальс» (относится к неопубликованным) - «Весёлый отдых» — полька - «ДнепроГЭС» — пьеса инструментальная - «Душевные раны» — пьеса инструментальная - «Кавалерийский марш» - «Катенька» — полька - «Катя, Катюша» — пьеса инструментальная - «Китайская серенада» — пьеса инструментальная - «Краковяк» — танец | - «Кузнецы» — пьеса инструментальная - «Лейтенант» («Лейтенанту») — марш - «Любимый марш» — песня - «Люсины глазки» — пьеса инструментальная - «Мазурка» — танец - «Мои воспоминания» — попурри - «Моя фантазия» — пьеса инструментальная - «Неаполитанские ночи» — пьеса инструментальная - «Па д’эспань» — танец - «Пад де грасс» — танец - «Падекатр» — танец - «Полёт в стратосферу» — пьеса инструментальная - «Полька» — танец - «Попурри из песен и танцев» — попурри - «Привет ВКП» — пьеса инструментальная - «Раннее утро» — вальс - «Рассвет над Москвой» — вальс - «Сказки» — вальс - «Старый вальс» — пьеса инструментальная - «Стон Варшавы» — вальс - «Фокусы — это просто (джазовая пьеса)» — пьеса инструментальная |

## Память
- Именем Василия Агапкина названа детская школа искусств, находящаяся в городе Михайлове Рязанской области, и улица в городе Тамбове.
- 8 мая 2014 года в Москве на площади между зданием Белорусского вокзала и железнодорожными путями был торжественно открыт памятник «Прощание славянки»[17][18].
- 16 августа 2014 года на родине композитора, в деревне Шанчерово, открыт бронзовый бюст (скульптор — Олег Седов)[19]. Средства на его установку были собраны методом краудфандинга[20].
- В декабре 2014 года в честь 100-летнего юбилея создания Василием Агапкиным марша «Прощание славянки» на горе Орлёнок в Хотькове установлен памятный знак. Инициатором установки памятного знака выступили Министерство культуры Московской области и неравнодушный житель Ю. С. Буров[21].
- 21 июня 2015 года Памятник Василию Агапкину и Илье Шатрову открыт в Тамбове на улице Интернациональной, 27. Авторы — скульптор Александр Миронов и архитектор Вадим Фролов[22].